# Győry Elek
Győry Elek (Győr, 1841. május 1. – Budapest, 1902. február 6.) jogi doktor, ügyvéd és országgyűlési képviselő.

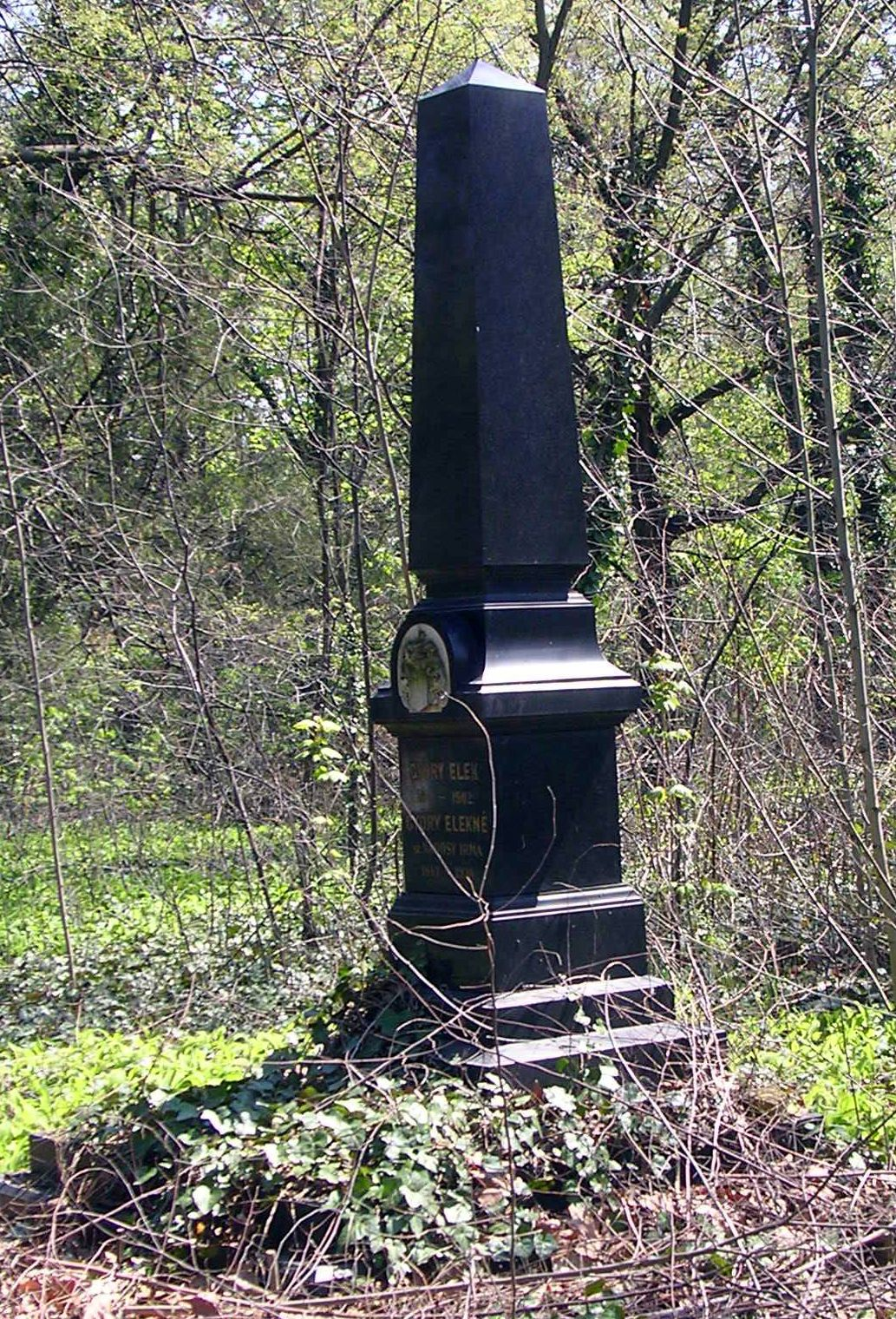
Sírja a Fiumei úti sírkertben

## Élete
Győry János és Eőry Terézia iparos szülők gyermeke. Szülővárosában végezte a gimnáziumot; 1859-ben a pesti egyetemre ment jogot tanulni. 1865-ben ügyvédi vizsgát tett és 1866-ban Pesten ügyvédi irodát nyitott. 1866. augusztus 18-án Pesten, a Deák téri evangélikus templomban feleségül vette Nádosy Irmát. 1868-ban választmányi tagja lett az ügyvédkörnek, 1870-ben a jogászgyűlésnek. 1873-ban az igazságügyminiszter a magánjogi törvénykönyv általános részének kidolgozásával bízta meg. Ez időtől kezdve több hasonló természetű megbizatásnak tett eleget. 1875-től 1890-ig az ügyvédi kamara ügyésze és 1893-tól elnöke volt. 1881-ben az orosházai kerület, 1884-ben a szoboszlói kerület választotta meg képviselőnek. 1887-ben itt és Komáromban nyert mandatumot és az utóbbit tartotta meg. A Függetlenségi Párt híve volt. A házban az igazságügyi és a IV. bíráló bizottságba választatott be. Az 1892-es képviselői választáskor Komáromban megbukott. 1889-től a jogászgyűlés alelnökének, az állandó választmány pedig elnökének választotta. Tagja a fővárosi bizottságnak, egyetemes főjegyzője volt az ágostai evangélikus egyház mindnégy kerületének és presbitere a budapesti ágostostani evangélikus egyháznak. A pesti hazai első takarékpénztárnak 1892-től egyik igazgatója volt. Több mint húsz évet dolgozott codificatorként, a házasságjogról is készített tervezetet, valamint részt vett a házassági jog tárgyában folyt értekezleteken.
Elbeszéléseket és tárcákat írt a Hölgyfutárba (1860-62) és a Divatcsarnokba (1862-63); jogi cikkei a Jogtudományi Közlönyben (1885. A magyar jogászság és a főrendiház, 1886. A párbérügyről, A párbérvita fejlődése és a curiai döntvény.)

## Munkái
- A jávai orvos. Regény, id. Dumas Sándor után ford. Pest, 1862. Három kötet. (Csávolszky Lajossal együtt; előbb a Hölgyfutárban jelent meg.)
- Az általános magyar magánjogi törvénykönyv tervezete. Általános rész. A m. kir. igazságügyi miniszter megbizásából készítve. Bpest. 1880.